# Баландин, Николай Фёдорович
Николай Фёдорович Баландин (1930 — ?) — советский инженер-механик химических производств, лауреат Государственной премии СССР (1969).
Окончил Днепропетровский химико-технологический институт (1954).
В 1954—1959 гг. работал на Днепродзержинском азотнотуковом заводе. В 1959—1962 гг. — сотрудник Торгпредства СССР в Швейцарии. В 1959 г. вернулся на ДАТЗ, с 1964 г. начальник цеха (в 1965 завод преобразован в Днепродзержинский химический комбинат).
Лауреат Государственной премии СССР (1969) — за участие в научно-технической разработке и внедрении в народное хозяйство энерготехнологического агрегата производства азотной кислоты под давлением 7,3 атм с газотурбинным приводом компрессора и каталитической очисткой выхлопных газов от окислов азота.